# Lipnica (Loznica)
Pour les articles homonymes, voir Lipnica.
Lipnica (en serbe cyrillique : Липница) est un village de Serbie situé sur le territoire de la Ville de Loznica, district de Mačva. Au recensement de 2011, il comptait 907 habitants.

## Démographie
| 1948 | 1953 | 1961 | 1971 | 1981 | 1991 | 2002 | 2011 |
| ---- | ---- | ---- | ---- | ---- | ---- | ---- | ---- |
| 820  | 891  | 953  | 952  | 994  | 978  | 974  | 907  |

|  |